# Іншопланетний вчитель
Іншопланетний вчитель — данський молодіжний науково-фантастичний фільм жахів 2007 року.

## Сюжет
Одного разу іншопланетянин, який прибув з планети, яка знає тільки війну, але не знає любові, приземляється на землю, щоб отримати любов людей і перенести її на рідну планету. Він потрапляє на птахофабрику Єнса Петера Гансена, де не лише доглядає за тілом дружини Гансена, а й бере з собою кілька курчат. Через кілька днів як нова вчителька на заміні в класі Карла з'являється іншопланетянка під ім'ям Улла Гармс, де вона зла і груба з усіма учнями. Вона планує виграти освітній конкурс, результатом якого стане поїздка до Парижа. Відповідно, вона вимагає найкращих результатів і все частіше вказує на те, що люди є особливим видом, тому що вони здатні любити.
Але учні дуже скептично ставляться до методів Гармс і дивуються, як вчителька може так погано ставитися до своїх учнів. Коли вони розповідають про це батькам, ті їм не вірять. Швидше, їм доводиться слухати лекцію шкільного психолога Клауса, в якій він балакає про бурхливу уяву дітей і каже, що не треба їм вірити. Тим часом Карл використовує відволікання, щоб переглянути речі Улли. Він знаходить кілька документів, які не може пояснити. Після того, як батько Філіпа вважає ці документи нісенітницею, він довіряється класу, який потім знаходить резиденцію Улли та вривається в її будинок. Поки Улла повертається додому, клас обшукує будинок Улли з привидами та виявляє невелику курячу ферму в одній із кімнат. Ховаючись від Улли, вони бачать, як вона жорстоко розриває і їсть курку голими руками.
Звичайно, студенти розповідають батькам, тому вони вирішили повести дітей до Улли. Однак, коли вони потрапляють туди, вони повинні зрозуміти, що вона раптом зробила їхній дім приємно затишним і жартує з чуток, що вона монстр. Тому батьки вже не вірять власним дітям. Вони також не можуть зрозуміти, що майбутня поїздка до Парижа з Уллою викликає у дітей не радість, а паніку. Вони затято опираються поїздці з Уллою, і їх буквально силою тягнуть до шкільного автобуса.
Але після того, як вони всі сідають в автобус, вони починають свою подорож, першою зупинкою на курячій фермі Гансена, куди Улла планує відвезти дітей на її рідну планету. Вночі, коли Улла підготувала фургон, усі учні тікають автобусом. Але вони не знаходяться далеко, оскільки їх зупиняє Улла. Улла подорожує з ними назад у часі, і вони знову роблять зупинку на курячій фермі Гансена, де вона негайно замикає всіх на курячій фермі та готує транспорт. Однак Карла там не було, тож він вільно бродить і хапає металеву кулю Улли та знищує її чіпером, перемагаючи також Уллу.

## Критика
|  | Фентезійний фільм, витриманий у похмурих тонах, використовує декорації з фільму жахів у формі, зручній для дітей, щоб розповісти про силу кохання з хорошими акторами. Це теж допомагає долати удари долі і показує шляхи виходу з кризи. |

|  | Режисер "Нічної варти" Оле Борнедал пішов сюди слідом за фільмами B-Movies, які в основному повертають спогади про "Факультет" Роберта Родрігеза або "Приходять тілоїди". Однак він ставиться до цього менш серйозно і вміло сатиризує на жанр наукової фантастики диким катанням на американських гірках, за якою навряд чи помітиш, що вона родом не з Голлівуду. Папріка Стін блищить у ролі підлого вчителя «з космосу», який хоче дослідити людську душу. Будь-яка схожість із справжніми вчителями, мабуть, чисто випадкова, але, звичайно, навмисна. |

## Нагороди
- нагорода (Найкраща операторська робота) та номінація (Найкраща актриса) на данській кінопремії Боділ
- Десять номінацій на данській кінопремії Роберт (найкраща актриса, найкращий актор другого плану, найкраща операторська робота, найкращий дитячий фільм, найкращий монтаж, найкращий дизайн костюмів, найкращий грим, найкращий постановочний дизайн, найкращий звук, найкращі спецефекти)
- нагорода Zulu Awards за найкращу жіночу роль

## Вихід
Alien Teacher запущено 15 квітня. Червень 2007 року в кінотеатрах Данії, а в Німеччині — 14. Серпень 2008 року. З 20-го листопаді 2008 року фільм став доступний на DVD.

## Веб-посилання
- Іншопланетний вчитель на сайті IMDb (англ.)
- Alien Teacher in der Deutschen Synchronkartei
- Dänischer Pressespiegel auf scope.dk

## Деталізації
1. 1 2 3 4  ČSFD — 2001.
2. ↑  http://www.imdb.com/title/tt0478394/
3. 1 2 3  http://www.allocine.fr/film/fichefilm_gen_cfilm=137928.html
4. 1 2 3 4 5 6 7 8 9 10 11 12 13 14 15 16 17 18 19 20 21 22 23  Danmarks Nationalfilmografi